# Tetranchyroderma tanymesatherum
Tetranchyroderma tanymesatherum is een buikharige uit de familie Thaumastodermatidae. Het dier komt uit het geslacht Tetranchyroderma. Tetranchyroderma tanymesatherum werd in 1996 voor het eerst wetenschappelijk beschreven door Hummon, Todaro, Balsamo & Tongiorgi. 